# Хёхле, Иоганн Непомук
Иоганн Непомук Хёкле (нем. Johann Nepomuk Hoechle; 16 сентября 1790, Мюнхен — 12 декабря 1835[…] или 22 декабря 1835, Вена) — австрийский художник-баталист.

## Биография
Родился в 1790 году в Мюнхене в семье художника Иоганн-Баптиста Хёхле. В 1804—1808 годах учился в Венской академии художеств у пейзажиста Генриха Фридриха Фюгера.
Накануне битвы при Асперне, 20 мая 1809 года, Хёхле зарисовывал начало битвы на холме близ Хайлигенштадта. Он был арестован французами, которые планировали расстрелять его, как шпиона, но, в конечном итоге, оставили в живых. 
В ходе кампании 1813—14 годов сопровождал австрийского императора Франца в качестве официально баталиста, стал очевидцем многих сражений, включая битву при Лейпциге и выполнил множество зарисовок с натуры, по мотивам которых в дальнейшем создал ряд полноформатных картин.
В 1819 году Хёхле, по-прежнему в составе свиты австрийского императора, отправился в Италию, посетив, в частности, Рим и Неаполь, а в 1820 году – в Венгрию для участия в крупных военных манёврах.
Вскоре после смерти Бетховена зарисовал для потомков интерьер его кабинета, где композитор сочинял музыку, а также исполнил по памяти карандашный портрет самого композитора.
С 1833 года имел официальное звание придворного художника.
Скончался в 1835 году в Вене.

## Галерея

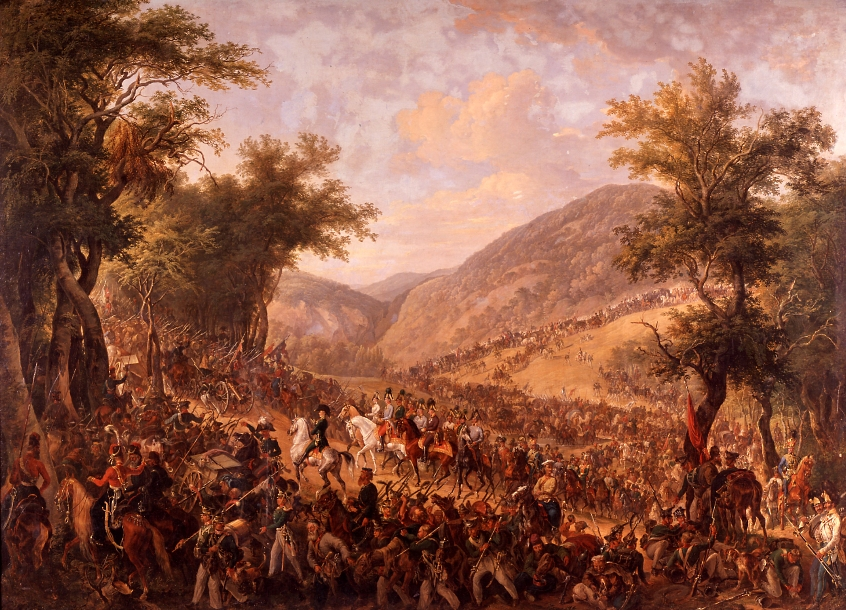
Переход союзной армии через Вогезы (на основании зарисовок с натуры). Военно-исторический музей (Вена).
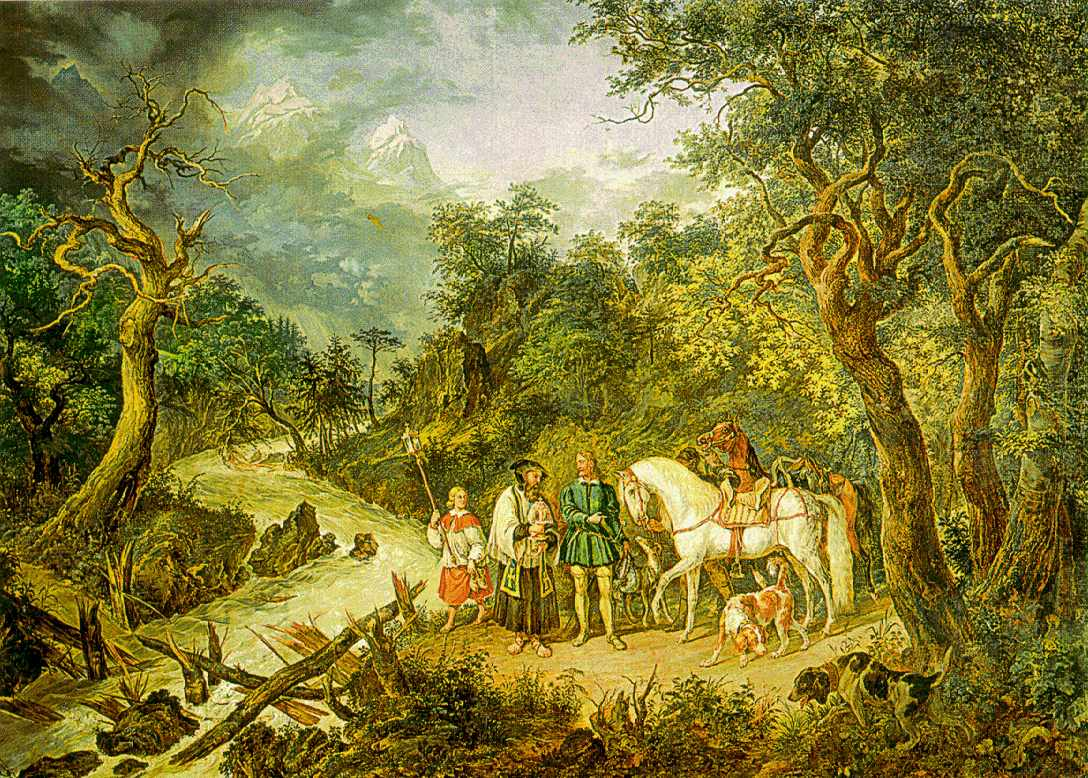
Рудольф фон Габсбург и священник (историческая сцена), Галерея Бельведер, Вена
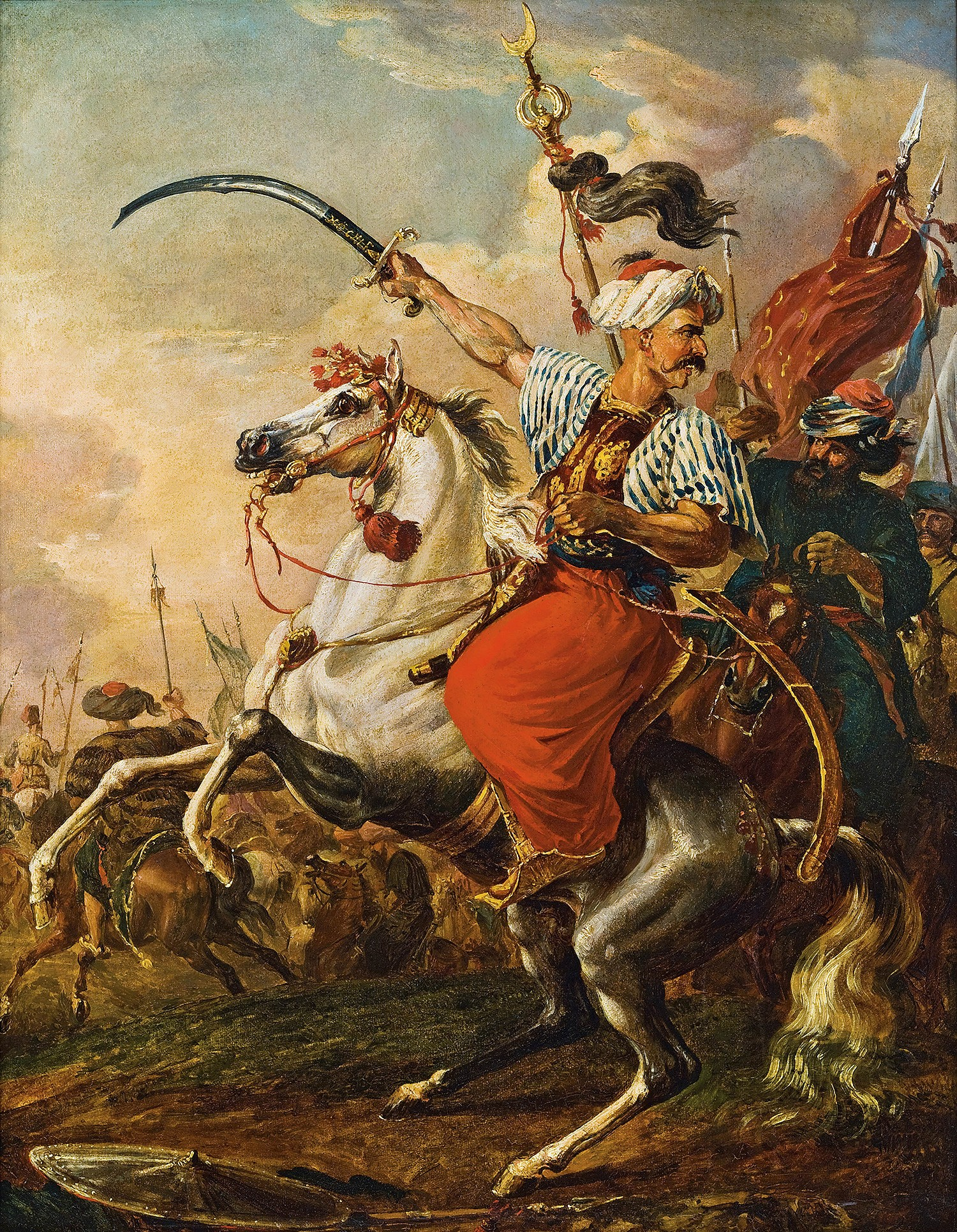
Турецкий военачальник (историческая сцена)
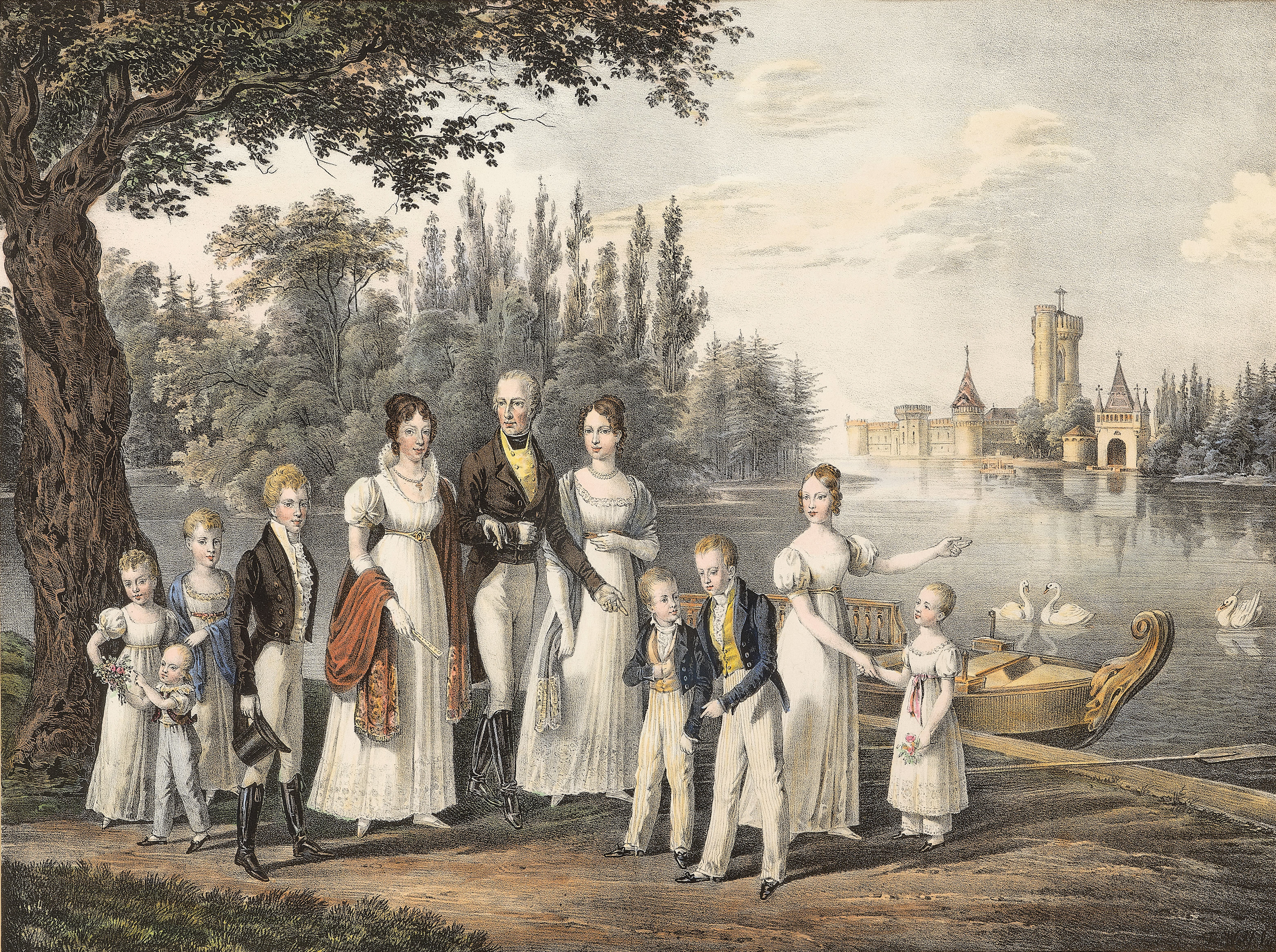
Император Франц с семьёй на прогулке в парке. Литография Вольфа с оригинала Хёхле.